# Bradypodion caffrum
Bradypodion caffrum (пондолендський карликовий хамелеон) — вид ігуаноподібних ящірок родини хамелеонових (Chamaeleonidae). Ендемік Південно-Африканської Республіки.

## Поширення і екологія
Пондолендські карликові хамелеони мешкають у вузькій смузі прибережних лісів на північному сході Східнокапської провінції, в регіоні Пондоленду в провінції Квазулу-Наталь. Вони живуть у вологих субтропічних лісах.

## Збереження
МСОП класифікує цей вид як такий, що перебуває під загрозою зникнення. Bradypodion caffrum загрожує знищення природного середовища.